# Club Social y Deportivo Villa Española
El Club Social y Deportivo Villa Española, més conegut com a Villa Española, és un equip de futbol de l'Uruguai amb seu a Montevideo. Va ser fundat el 1940. Actualment, per problemes econòmics, no participa en el torneig uruguaià.

## Història
El Club Social y Deportivo Villa Española va ser fundat el 18 d'agost de 1940 com un club de boxa sota el nom de Villa Española Boxing Club. El 1950 es va formar una secció de futbol dins del club, la qual va competir amb el nom de Centenario Juniors. El 1952 va canviar el seu nom pel de Villa Española, en homenatge al barri on s'ubica l'esmentat club esportiu.
El seu títol més important en futbol va ser durant la temporada 2001 de la Segona Divisió uruguaiana. Va jugar a la Primera Divisió durant les temporades 1998 (va baixar en aquesta mateixa temporada), 2000 (va tornar a baixar) i 2002 (va baixar l'any següent).

## Palmarès

### Torneigs nacionals
- Segona Divisió Professional (1): 2001.
- Segona Divisió Amateur (4): 1973, 1980, 1987, 1996.
- Divisional Extra (1): 1964.